# Xeropteryx simplicior
Xeropteryx simplicior är en fjärilsart som beskrevs av Butler 1883. Xeropteryx simplicior ingår i släktet Xeropteryx och familjen mätare. Inga underarter finns listade i Catalogue of Life.